# Gemelas
Gemelas es una telenovela chilena de comedia romántica, basada en la serie homónima argentina, escrita por Daniela Lillo, con Gustavo Bermúdez, Sergio Gándara y Leonora González como productores ejecutivos. Se estrenó por Chilevisión el 4 de agosto de 2019 y finalizada el 9 de junio de 2020.
Protagonizada por Paloma Moreno en el doble personaje titular. Con Cristián Arriagada y Francisco Gormaz en roles masculinos principales,y cuenta con el rol antagónico de Eyal Meyer, y las actuaciones especiales de Nelly Meruane y Gloria Münchmeyer.

## Argumento
Luchita Rivera y Dominga Vázquez de Acuña (interpretadas por Paloma Moreno), son dos hermanas separadas al nacer y criadas en mundos completamente opuestos.
28 años atrás, Juana Rivera falleció tras dar a luz a gemelas. Las niñas fueron entregadas a José Rivera (José Secall), único hermano de la fallecida, que decidió entregar sólo a una de las hermanas a Manuel Vázquez de Acuña (Julio Milostich) debido a que no tenía los recursos necesarios para criar a sus sobrinas.
Manuel recibió a la recién nacida, fruto de su amorío con Juana Rivera, haciéndola pasar como hija adoptiva ante su mujer, Guadalupe. De esta manera, Dominga creció entre lujos, viajes y un sinfín de comodidades, que la convirtieron en una mujer frívola, mimada y posesiva. Por su parte, José Rivera se hizo cargo de la pequeña Luchita, criándola con dedicación trabajando duro como taxista. Así, la joven forjó a punta de esfuerzo y talento una carrera artística como corista de una agrupación de cumbia ranchera llamada “Vicho y las Gaviotas del Norte”, cuyo vocalista y compositor, "Vicho" Espinoza (Francisco Gormaz), era su novio.
Sus vidas cambiaron cuando la inesperada detención de Dominga en España puso en riesgo un millonario contrato que Manuel estaba a punto de cerrar con el escritor Antonio Martínez (Eyal Meyer), quien a la vez era prometido de su hija. Es así como Manuel puso en marcha un plan para encontrar la reemplazante de Dominga hasta que ella consiguiera su libertad. Sin embargo, lo que parece un plan perfecto se vio entorpecido cuando Renzo Martínez (Cristián Arriagada), hermano de Antonio, despertó de un coma de 2 años. Renzo despertó con una severa amnesia, sin sospechar que su hermano Antonio aprovechó su accidente para robarle el manuscrito del libro que hoy lo tiene en la cima del éxito.
Luchita Rivera, por su parte, movida por las deudas médicas de un tío, aceptó la oferta de Manuel, asumiendo la identidad de Dominga, confiada que esta suplantación duraría sólo un par de días. Sin embargo, convertirse de la noche a la mañana en Dominga Vásquez de Acuña fue mucho más complicado de lo que ella imaginaba. Deberá debatirse entre 2 mundos, mientras intenta seguir adelante con su propia vida, al mismo tiempo que entre ella y Renzo nace un amor verdadero, amenazado por la verdadera identidad de Luchita y por la pasión de Vicho, quien no está dispuesto a dejar pasar la oportunidad de consolidar a “Vicho y las Gaviotas del Norte” como la mayor banda de cumbia ranchera de todos los tiempos.

## Reparto
- Paloma Moreno como Luchita Rivera / Dominga Vázquez de Acuña[8]
- Cristián Arriagada como Renzo Martínez
- Francisco Gormaz como Vicente Espinoza
- Carolina Varleta como Estela Ormeño
- Eyal Meyer como Antonio Martínez
- Elvira Cristi como Andrea Lombardi
- Julio Milostich como Manuel Vázquez de Acuña
- Berta Lasala como María Espinoza
- José Secall como José Rivera
- Loreto Valenzuela como Paquita Montiel[9]
- Francisco Celhay como Patricio San Lucas
- Luciana Echeverría Perla Aros
- Claudio Castellón como Gonzalo Salas
- Daniela Nicolás como Sofía Echaurren
- Felipe Álvarez como Floridor Urzúa
- Karla Melo como Magaly Tamayo
- Raúl Hoffmann como Palomo Adams
- Guilherme Sepúlveda como Santiago Velasco
- Cecilia Hidalgo como Selva del Río
- Melissa Araya como Carmela Jones
- Diego Varas como Pedro Pineda
- Daniel Morera como Leonardo Vidaurre

### Recurrentes e invitados especiales
- Gloria Münchmeyer como Dolores "Loló" Beltrán[10]
- Nelly Meruane como Julia Saavedra[11]
- Grimanesa Jiménez como Ana Saavedra
- Óscar Zimmermann como Romilio Tobar

## Equipo técnico
- Productor ejecutivo: Gustavo Bermúdez, Sergio Gándara, Leonora González
- Guion: Daniela Lillo
- Director general: Rodrigo Velásquez
- Productor general: Bernardita Mossó, Álvaro Cabello
- Director: Víctor Vidangossy

## Recepción
| Horario               | # Eps. | Estreno             | Estreno         | Final              | Final           | Posición  | Temporada | Promedio Final |
| Horario               | # Eps. | Data                | Primer capítulo | Data               | Último capítulo | Audiencia | Temporada | Promedio Final |
| --------------------- | ------ | ------------------- | --------------- | ------------------ | --------------- | --------- | --------- | -------------- |
| lunes a viernes 21:30 | 154    | 4 de agosto de 2019 | 13,7            | 9 de junio de 2020 | 10,1            | 2         | 2019-2020 | 11,2           |

## Banda sonora
| Intérprete                     | Tema                        | Personaje(s)                                         | Actor(es)                                                                                                 |
| ------------------------------ | --------------------------- | ---------------------------------------------------- | --- |
| V-One, María Colores           | «Aquí me quedo»             | Tema central                                         | Tema central                                                                                              |
| Natalino                       | «Mirame»                    | Luchita y Renzo                                      | Paloma Moreno y Cristian Arriagada                                                                        |
| Pablo Alborán                  | «Tu refugio»                | Luchita y Renzo                                      | Paloma Moreno y Cristian Arriagada                                                                        |
| Francisca Valenzuela           | «Tómame»                    | Dominga y Vicho                                      | Paloma Moreno y Francisco Gormaz                                                                          |
| Vicho y las gaviotas del norte | «Cuando estás aquí conmigo» | Luchita y Vicho                                      | Paloma Moreno y Francisco Gormaz                                                                          |
| Los Vasquez                    | «Ay mi amor»                | Magaly y Vicho                                       | Karla Melo y Francisco Gormaz                                                                             |
| Noche de Brujas                | «Me gusta todo de ti»       | Maruca y Palomo                                      | Berta Lasala y Raul Hoffman                                                                               |
| Vicho y las gaviotas del norte | «Yo quiero darte»           | Vicho, Luchita, Estela, Magaly, Palomo, Tatu y Pinky | Francisco Gormaz, Paloma Moreno, Carolina Varleta, Karla Melo, Raul Hoffman, Felipe Álvarez y Diego Varas |
| Vicho y las gaviotas del norte | «Una Gaviota»               | Vicho, Luchita, Estela, Magaly, Palomo, Tatu y Pinky | Francisco Gormaz, Paloma Moreno, Carolina Varleta, Karla Melo, Raul Hoffman, Felipe Álvarez y Diego Varas |
| LIT killah Ft. Agus Padilla    | «Tan bien»                  | Estela y Manuel                                      | Carolina Varleta y Julio Milostich                                                                        |

## Premios y nominaciones
| 2019 | Copihue de Oro (popular) |                         |                         |          |
| 2019 | Copihue de Oro (popular) | Mejor serie o teleserie | Mejor serie o teleserie | Nominada |
| 2019 | Copihue de Oro (popular) | Mejor actriz            | Paloma Moreno           | Nominada |